# 多様性の中の調和

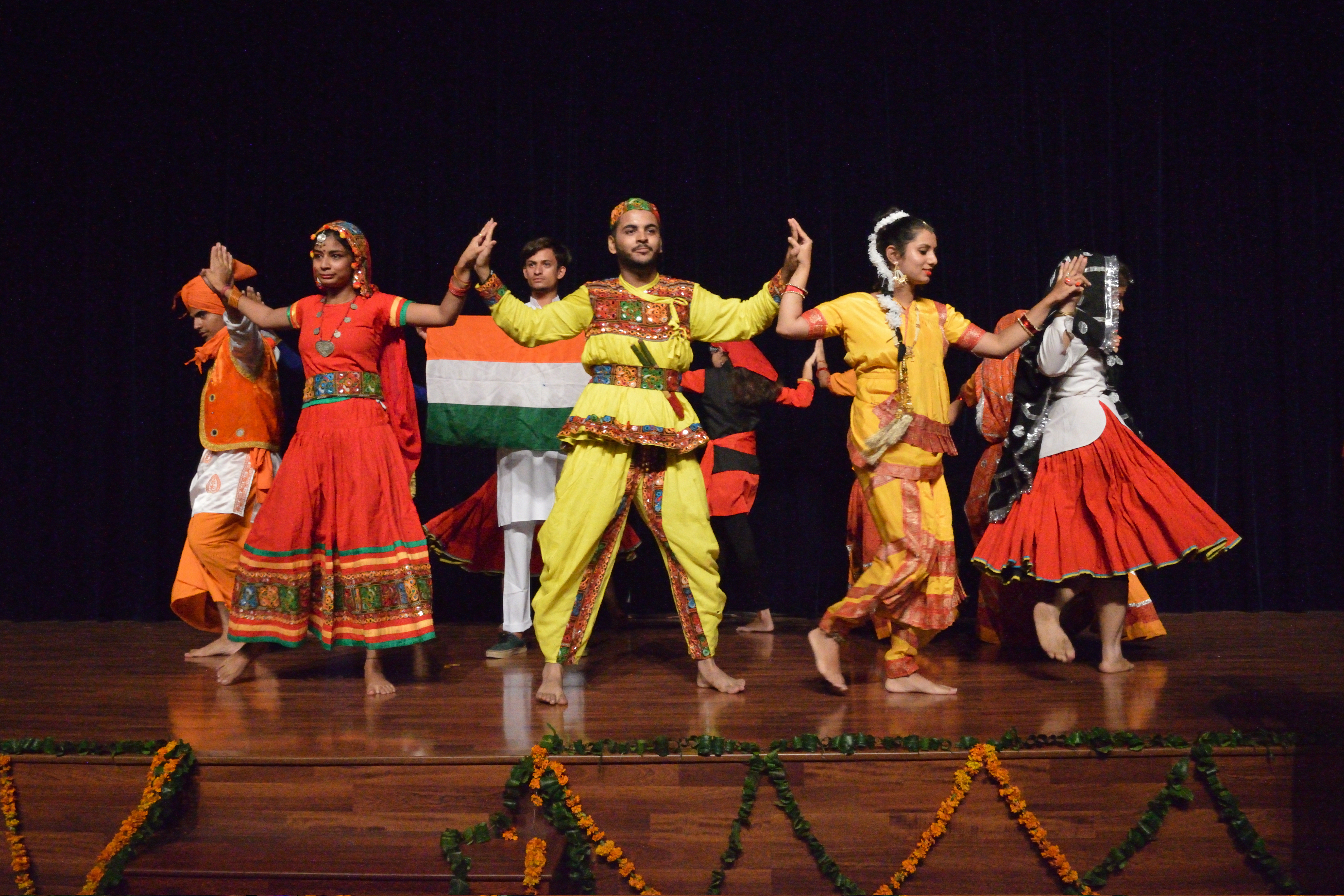
2016年のWiki Conference Indiaで上演された舞踏"Unity in Diversity"。

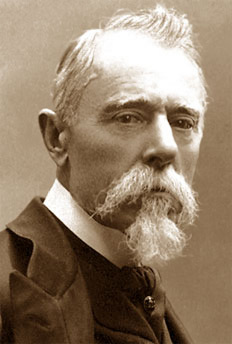
イタリアのノーベル平和賞受賞者エルネスト・テオドロ・モネータは、初めてIn Varietate Concordia/In Varietate Unitasという標語を提唱した。

多様性の中の調和（たようせいのなかのちょうわ）、多様性の中の統一 (たようせいのなかのとういつ）、多様性の中の和合 (たようせいのなかのわごう）、多様性の中の連帯（たようせいのなかのれんたい、英語: Unity in diversity) は、異なる個人や集団の間に結ばれる協調、調和を指す言葉である。単なる身体的、文化的、言語的、社会的、宗教的、政治的、イデオロギー的、心理学的な寛容に基づく調和から、差異が人類の相互作用をより豊かにするという理解に基づくより複雑な調和への移行に焦点をあてた「画一性なき調和、分断なき多様性」の概念である。関連する概念の源流や類似する言葉は、東洋でも西洋でも非常に古い時代までさかのぼって見出すことができる。生態学、宇宙論、哲学、宗教、政治といった様々な分野で使われている言葉でもある。

## 起源
「多様性の中の調和」という概念の端緒は、スーフィズム思想家イブン・アラビー (1165年–1240年)まで遡ることができる。彼は形而上学における「存在単一性論」 (wahdat al-wujud)、すなわち存在の単一性という概念を発展させ、神こそ唯一かつ真の存在であり、それ以外のすべてのものはただの影か、神の本質の投影であると論じた。アブドゥルカリーム・ジーリー (1366年–1424年)は、イブン・アラビーの説を用いて、総体的な宇宙観を「多様性の中の単一性と単一性の中の多様性」(al-wahdah fi'l-kathrah wa'l-kathrah fi'l-wahdah)と説明した。
ゴットフリート・ライプニッツは、ハーモニー（Harmonia）を「多様性の中の調和」と定義した（Harmonia est unitas in varietate）。彼は注釈の中で「Harmoniaとは、多く（のもの）が何らかの調和の元へ復帰した時のことである」(Harmonia est cum multa ad quandam unitatem revocantur)と解説を入れている。

## 宗教
14世紀マジャパヒト王国時代、宮廷詩人のタントゥラルによる
古ジャワ語であるカウィ語の詩スタソマには「多様性の中の統一」（Bhinneka Tunggal Ika）という一節がある。この詩はヒンドゥー教徒シヴァ派と仏教徒に対し、物質的にはブッダとシヴァの差があっても真実は一つであると説いたものである。
バハイ教は、「多様性の中の調和」を主要な教義の一つに掲げている。1938年、3代指導者のショーギ・エフェンディは、『世界秩序の書簡』の中で、「多様性の中の調和」がバハイ教の「合言葉」であると述べている。
2代指導者のアブドル・バハ（在位：1892年から1921年）は、「多様性の中の調和」という原則を次のように説明した。
| 「 | 実のところ、すべて（の者）がひとつの人類家族の一員――一なる素晴らしき父の子らなのだ。人類は、一つの庭に咲く色とりどりの花のようなものかもしれない。そこには多様性の中の調和がある。それぞれが他の美しさを引き立て、高めるのだ。 | 」 |

インドの神秘家メヘル・バーバーは『最終宣言』の中で、「多様性の中心における調和は、心のまさに中心に触れることによってしか、感じることができないようにできているのかもしれない。これが私が為すために来た仕事なのだ。私はあなた達の心に愛の種を蒔くためにやってきた。厳格の中であなた達の生命が経験し、耐えているに違いないすべての表面的な多様性にもかかわらず、愛を通した単一性の知覚が、すべての国家、信条、宗派、世界の諸カーストのあいだにもたらされた故に。」と述べている。
スワミ・シヴァナンダの弟子たちは、「多様性の中の調和」をスローガンとして用いた。彼らは「多様性の中の調和」の「真の意味」、すなわち「すべてを愛する非暴力の神のもとで、我々は一に集うすべてであり、すべての中に一がある」ことを伝えるべくアメリカに渡った。

## 政治
近代政治の世界で初めて「多様性の中の調和」(In varietate unitas)という言葉を使ったのはエルネスト・テオドロ・モネータである。彼はイタリア統一運動の文脈でこの言葉を使っていた。

### カナダ
1943年、ケベック州首相アデラード・ゴッドバウトは、アメリカ外交問題評議会のフォーリン・アフェアーズ誌に「カナダ:多様性の中の調和」("Canada: Unity in Diversity")と題した論文を発表した。この中で彼は次のように述べている。
| 「 | フランス系カナダ人の二重の関係は、カナダとイギリス連邦だけでなく、アメリカ、ラテン系共和国、解放されたフランスを必然的に含む我々の共同文明において、どのようにして彼らを強さと秩序の要素、ひいては調和の要素とするのでしょうか？ | 」 |

これ以降、「多様性の中の調和」という言葉はカナダ多文化主義全般における決まり文句のようになった。
1970年代には、ウィルフリッド・ローリエ大学の学際研究会 (IRS) の中で「多様性の中の調和」が呼びかけられた。この研究会は、1974年にエルヴィン・ラースローが「世界秩序の一般システム理論のための枠組み」（"Framework for a General Systems Theory of World Order"）と題した論文を最初の会誌の論文として発表したのをきっかけに1975年に設立されたものである。
1986年に定められたサスカチュワン州のモットーは、この言葉の変形「様々な人々からの力」(ラテン語: Multis e gentibus vires)である。

### 欧州連合
2000年、欧州連合（EU）は公式モットーとして、文化的に多種多様な加盟国につながる「多様性の中の調和」 (ラテン語: In varietate concordia) 。英語のUnity in diversityの他、EUは23言語の訳を公式に認めている。なおこの言葉は、加盟国の学生たちによるコンペを通じて選定された。EUの公式ウェブサイトでは、以下のように解説されている。 
| 「 | これはいかにヨーロッパ人たちが、平和と繁栄に向けて務めるために、また同時に大陸の数々の異なる文化、伝統、言語によって富み栄るために、EUという形で一体となるかを示しているのです。 | 」 |

### インド
インドの初代首相でインド国民会議の指導者だったジャワハルラール・ネルーは、「多様性の中の調和」を国家の強化と進歩のために不可欠な理念として精力的に推進した。彼は著書『インドの発見』において、このトピックを詳細かつ長大に論じている。
| 「 | インドの多様性は途方もない。それは明らかなことである。うわべからして横たわっていて、誰の目にも見える。それは物質的な見た目のみならず、その精神的な習慣や性格にもかかわっている。外から見れば、北西のパターン人と南の果てのタミル人の間に共通するものは少ない。彼らに共通して流れている何かがあるかもしれないとはいえ、彼らが人種的に積み上げてきたものは同じではない……それでもなお、パターン人へのインドの印象に狂いはなく、それはタミル人へも明らかである。パターン人とタミル人は、極端な2例である。また他の者たちが、両者の間に存在している。彼らすべてが独自の特徴を有しており、それでもなおそれ以上に彼らすべてがインドを象徴する印を有しているのである。 | 」 |

| 「 | 我ら国民の間には外見上、多様性や無限の変種が存在するが、どんな政治的な運命や不幸に見舞われても、昔から私たち全員を一つにまとめてきた一体感があらゆるところに存在していた。 | 」 |

### インドネシア

インドネシアの国章「ガルーダ・パンチャシラ」。足元に古ジャワ語のモットー"Bhinneka Tunggal Ika"が記されている。

古ジャワ語の成句"Bhinneka Tunggal Ika"は、英語では"Unity in Diversity"、日本語では「多様性の中の統一」と訳されるもので、インドネシアのモットーとされている。

### 南アフリカ
1981年5月31日、南アフリカでアパルトヘイト政策20周年の記念式典が行われた。この式典のテーマが「多様性の中の調和」 (アフリカーンス語: eenheid in diversiteit)であった。反アパルトヘイト活動家たちは、この標語が南アフリカの生活の不平等を言い抜けようとするための皮肉な試みであると非難し、コムラッズマラソンのランナーに黒い腕章をつけてイベントの共同開催に抗議するよう呼びかけた。優勝者ブルース・フォーダイスは、呼びかけに応じて黒い腕章を身に着けていた。1996年に制定された南アフリカ共和国憲法では、「多様性の中の調和」がポスト・アパルトヘイト時代の南アフリカにおいて中核をなす主義と位置付けられ、現在の国の標語"!ke e: /xarra //ke"の元になっている。

### 北アメリカ先住民
カナダのファースト・ネーションの一つで、北極圏内を中心に北アメリカ大陸北西部に住む、アサバスカ諸族に属するグウィッチンを代表するグヴィッチン部族評議会は、「多様性を通じた調和」(Unity through Diversity)をモットーに掲げている。

### 日本
2021年10月23日、日本共産党委員長の志位和夫は第49回衆議院議員総選挙を前にした街宣スピーチにおいて、ASEANの標語に「ユニティー・イン・ダイバーシティ」があると前置きしたうえでこれを「多様性の統一」と訳し、新政権を目指す標語とした。これについてイスラム思想研究者の飯山陽は『産経新聞』上で、「多様性の統一」という言葉には互いに異なることに意味がある「多様性」を統一してしまうという明白な矛盾が凝縮されており、その本質は異論を認めない「全体主義宣言」であると批判した。

## その他

### 2020年東京オリンピック
2013年9月、第125次IOC総会で2020年の東京オリンピック開催が決定した。この総会でIOC新会長に選出されたトーマス・バッハは、立候補にあたり"Unity in Diversity"と題したブックレットを発行している。この中でバッハは「『多様性の中の調和』とは、なによりもまず、異なる文化、ジェンダー、社会的背景、認識、態度、意見を尊重することを意味しています。」と述べ、これを実現するために「透明性、対話、連帯が必要」であると主張している。ただ、2014年12月のIOC総会で採択された「アジェンダ2020」には「多様性」を示す言葉はみられなくなった。
2016年5月16日、東京オリンピック・パラリンピック競技大会組織委員会は大会エンブレムの決定に伴い「みんなの輝き、つなげていこう。」という広報メッセージを発表した。この日本語のメッセージには、補足として英語で"Unity in diversity"の語句が添えられていた。
大会終了後の2021年9月6日、組織委員会会長の橋本聖子は大会を振り返り「そこで毎日見た光景は、人々の絆であり、多様性の中の調和であり、平和の象徴であり、そして、スポーツが果たせる力そのものでした。」と述べた。